# Simeri Crichi
Simeri Crichi ist eine italienische Gemeinde mit 3268 Einwohnern (Stand 31. Dezember 2023) in der Provinz Catanzaro, Region Kalabrien.
Das Gebiet der Gemeinde umfasst eine Fläche von 46,7 km². Die Nachbargemeinden sind Catanzaro, Sellia, Sellia Marina, Soveria Simeri. Simeri Crichi liegt 14 km südwestlich von Catanzaro.
Simeri ist der ältere Teil der Gemeinde, das Gründungsjahr liegt im Mittelalter. Crichi ist im 18. Jahrhundert gegründet worden.